# Popowka (obwód amurski)
Popowka (ros. Поповка) – wieś w Rosji, w obwodzie amurskim, w rejonie mazanowskim. W 2010 liczyła 450 mieszkańców.